# Vladímir Buré
Vladímir Buré (en ruso: Владимир Валерьевич Буре; Norilsk, RSFS de Rusia, 4 de diciembre de 1950 - Miami, Florida; 3 de septiembre de 2024) fue un nadador soviético especializado en pruebas de estilo libre, donde consiguió ser subcampeón olímpico en 1972 en los 4 x 100 metros.

## Carrera deportiva
En las Olimpiadas de México 1968 ganó la medalla de bronce en los relevos de 4x200 metros libre.
Cuatro años después, en los Juegos Olímpicos de Múnich 1972 ganó la medalla de plata en los relevos de 4 x 100 metros libre —tras Estados Unidos y por delante de Alemania del Este— y bronce en 100 metros libre y 4x200 metros estilo libre, tras Estados Unidos y Alemania del Oeste.
En el Campeonato Mundial de Natación ganó dos medallas de plata, una en 1973 en el evento de relevo 4 x 100 libres y en 1975 en los 100 metros libre. En el Campeonato Europeo de Natación ganó la medalla de oro en 1970 en Barcelona en el evento de 100 metros libre, además de cuatro medallas de plata y dos de bronce.